# Aydın
Aydın, antigua Trales, es una ciudad, capital de la provincia de Aydın de Turquía. Su población es de 141.000 habitantes.
Aydın se encuentra en el corazón de la parte baja del río Büyük Menderes (en español, Gran Meandro) hasta el mar Egeo, una región que ha sido conocida por su fertilidad y productividad desde la Antigüedad. Hoy, el más conocido de los cultivos es el higo, aunque también destacan otros productos agrícolas. Cuenta además con cierta industria ligera. En la provincia se encuentran algunos emplazamientos históricos conocidos a nivel internacional y centros de turismo. El clima es cálido en verano y con temperaturas suaves el resto del año.

## Etimología
Conocida en la Antigüedad con el nombre de Trales y, posteriormente, Güzelhisar, el nombre actual de la ciudad proviene del beylik turco de Aydınoğlu, que dominó la zona en el siglo XIV.

## Historia

### Antigüedad

Mapa de algunas de las ciudades griegas de Caria y de algunas islas del Dodecaneso, donde se aprecia la ubicación de Trales, en la zona septentrional del mapa.

En los textos griegos que se conservan, el nombre de la ciudad aparece como Antea, Evantia o Trales de Caria. Durante la época seléucida, recibió el nombre de Antioquía (en griego, Αντιόχεια). También se la conoció como Seleucia del Meandro y Erynina. Durante los imperios romano y bizantino, se conocía como "Trales" o Traleis, siendo una de las ciudades más grandes del Egeo en la Antigüedad. 
Según Estrabón, Trales fue fundada por los argivos y los tralios, una tribu tracia. El geógrafo menciona el culto a Zeus Lariseo, aunque en inscripciones de la ciudad el epíteto que se asocia a Zeus aparece bajo la forma «Larasio». Al igual que el resto de Lidia y Caria, la ciudad cayó en poder del Imperio aqueménida. Tras ganar la guerra del Peloponeso contra Atenas, Esparta intentó tomar la ciudad a los persas, pero en 334 a. C., Trales se sometió a Alejandro Magno sin resistencia alguna, por lo que no sufrió ningún saqueo. El general Antígono conservó la ciudad desde 31 a. C. hasta 301 a. C. (?) Tras él, estuvo en poder de los seléucidas hasta 190 a. C., año en que cayó en manos del Reino de Pérgamo. Desde 133 a. C. hasta 129 a. C., la ciudad apoyó a Aristónico de Pérgamo, pretendiente al trono de Pérgamo, contra los romanos. Una vez vencido, Roma prohibió que la ciudad acuñase moneda. 
Durante cierto tiempo, Trales fue un conventus de la República romana, aunque posteriormente Éfeso le arrebató dicha categoría. Durante las guerras mitridáticas, la ciudad fue tomada por rebeldes y muchos habitantes romanos fueron asesinados. Trales sufrió un fuerte terremoto en 26 a. C. El emperador Augusto financió su reconstrucción después de que la ciudad le agradeciese el cambio de nombre a Caesarea.
Estrabón la describe como una próspera ciudad comercial, nombrando algunos residentes conocidos, como Pitodoro de Trales (natural de Nisa) o los oradores Dámaso Escombro y Dionisocles. Siglos después, nació en la ciudad Antemio de Trales, arquitecto de la iglesia de Santa Sofía de Constantinopla.

### Cristianismo
Un obispo de la iglesia de Trales, llamado Polybius (fl. ca. 105) esta documentado mediante una carta de Ignacio de Antioquía. Oficialmente, la ciudad fue cristianizada, junto con el resto de Caria, poco después de la conversión del emperador Constantino I, momento en que se confirmó la sede episcopal. Entre los obispos que se sabe que existieron, se encuentran Heracleon (431), Maximus (451), Uranius (553), Myron (692), Theophylactus (787), Theophanes y Theopistus (ambos del siglo IX), y Juan (1230). Trales sigue siendo diócesis titular de la Iglesia católica (Tralles in Asia o Trallianus in Asia); el cargo quedó vacante cuando murió el último obispo en 1974.

### Época turca
Tras la batalla de Manzikert en 1071, el Imperio bizantino se convirtió en un caos civil en toda Anatolia. Los selyúcidas tomaron Trales y la integraron en el Sultanato de Rüm. Manuel I Comneno reconquistó la ciudad en la segunda mitad del siglo XII. Permaneció en manos bizantinas hasta que los turcos la conquistaron finalmente en 1282.
El beylik de Aydınoğlu fue fundado en 1307, gobernando las tierras septentrionales del río Büyük Menderes hasta Esmirna inclusive. El Imperio otomano tomó el principado por primera vez durante un breve periodo antes de la Batalla de Angora entre los otomanos y Tamerlán en 1402, y finalmente en 1425. Durante el intervalo de tiempo entre ambas conquistas, Tamerlán había devuelto la provincia a los hijos Aydın.
Aydın fue el principal centro administrativo del vilayato hasta 1850, que comprendía las zonas correspondientes a las actuales provincias de Aydın y Muğla, así como el sur de la provincia de Esmirna. El distrito o sancak (sistema administrativo otomano) de Aydın se correspondían de forma aproximada con la actual provincia de Aydın. En 1850, la capital provincial pasó a ser Esmirna, que había empezado a superar en tamaño a Aydın al convertirse en un importante puerto de comercio internacional, aunque el nombre de la provincia siguió siendo "vilayato de Aydın" hasta la fundación de la República de Turquía.
En el siglo XIX, Aydın continuó beneficiándose de su situación en el centro del valle del río y la población aumentó. En aquella época, aparte del higo y el aceite de oliva, cultivos tradicionales de la región, el algodón ganó importancia gracias a los numerosos inversores europeos que buscaron otros centros de producción durante la guerra civil estadounidense. La primera línea de ferrocarril del Imperio otomano fue construida por la empresa británica Levant Company y conectaba Aydın con Esmirna. Tenía una longitud de 130 km y fue inaugurada el 23 de septiembre de 1856. Aún se conserva la estación original en Aydın.

### Ocupación griega
Durante la guerra greco-turca (1919-1922), se produjeron violentos enfrentamientos en Aydın y sus alrededores, especialmente en la primera fase de la guerra, durante la Batalla de Aydın entre el 27 de junio y el 4 de julio de 1919. La población civil de la ciudad, tanto turca como griega, fue muy castigada. También la población judía de la ciudad, con 3.500 personas en 1917, resultó afectada.

### La resistencia de los "Efe"
Aydın permaneció en ruinas hasta que el ejército turco la reconquistó el 7 de septiembre de 1922. Aquellos que integraron la resistencia, entre los que se encontraba el efe Yörük Ali, se escondieron en las montañas circundantes y dirigieron una guerrilla contra el ejército griego, convirtiéndose en héroes nacionales. Tras la guerra y la fundación de la República de Turquía, la población griega de Aydın fue intercambiada con los turcos que vivían en Grecia mediante el acuerdo de 1923 de intercambio de población entre Grecia y Turquía.

## En la actualidad
Durante las últimas décadas, Aydın ha dejado atrás su posición tradicional de productor de productos agrícolas, desarrollando una economía diversificada, basada cada vez más en los servicios. Uno de los hechos que lo demuestran fue la apertura en 1992 de la Universidad Adnan Menderes, que recibió el nombre de Adnan Menderes, primer ministro turco durante la década de los 1950 e hijo predilecto de Aydın. La economía se ha visto beneficiada por la ubicación de la ciudad, a tan solo una hora en coche de la costa. De hecho, numerosos habitantes de Aydın tienen casas de veraneo en centros de turismo como Kuşadası, Güzelçamlı y Didim. La construcción de una autopista de seis carriles entre Aydın y Esmirna, segundo puerto de Turquía, acortó el viaje entre las dos ciudades a menos de una hora, y a menos aún al aeropuerto Adnan Menderes.
Aun así, la ciudad cuenta con una producción agrícola importante a nivel nacional e internacional, en la que destaca el higo, símbolo de la provincia. Gran parte del comercio del higo se gestiona desde la propia Aydın.
El centro de la ciudad de Aydın es pequeño, con una avenida principal con tiendas y cafeterías, y estrechas calles en los laterales con naranjos. La población es bastante tradicional, por lo que la vida nocturna y la cultural es escasa, aunque se espera que cambie con la universidad. Existen diferentes mezquitas, institutos, dersane (cursos privados en los que se prepara a los estudiantes para los exámenes de acceso a la universidad) y otros edificios públicos. Al igual que el resto de las ciudades de Turquía, Aydın está creciendo, ya que la clase media empieza a dejar los pisos de la ciudad para trasladarse a apartamentos o casas mejores en las afueras.

## Lugares de interés
- Las mezquitas otomanas de Ramazan Paşa, Süleyman Paşa y Cihanoğlu.
- La torre y las fortificaciones bizantinas que se levantan sobre la ciudad.
- Las ruinas romanas (de Trales), que incluyen un gimnasio y un teatro.
- La estatua de Yörük Ali, que tuvo que rehacerse después de que se produjeran protestas porque la primera estatua mostraba al efe sin bigote.
- Museo de Aydın, con restos arqueológicos, etnográficos y monedas.

## Gente notable
- Apolonio de Trales (siglo II a. C.), escultor griego.
- Antemio de Trales (hacia 474-hacia 534), profesor de geometría y arquitecto griego.